# Saint Peter (Jersey)
Saint Peter (en jerseyés: St Pièrre) es una de las doce parroquias de Jersey en las Islas del Canal. Está en la parte oeste central de la isla. Es la única parroquia con dos líneas costeras separadas, que se extiende desde la Bahía de St. Ouen en el oeste hasta la Bahía de St. Aubin en el sur, y por lo tanto, separa a St. Brelade de otras parroquias. Saint Peter es la cuarta parroquia más grande por área de superficie, cubriendo 6469 vergées (11.6 km² (4.5 millas cuadradas)).
Limita con otras cuatro parroquias:
- Saint Ouen al norte
- Saint Mary al noreste
- Saint Lawrence al este
- Saint Brélade al sur

## Educación
St. Peter's School está ubicada en La Rue du Presbytère, y es una escuela primaria estatal con 164 estudiantes en 2009. La escuela preparatoria St. George's, que cobra una tarifa, se encuentra en La Hague Manor, Rue de la Hague, que es propiedad de The Jersey Educational Trust.